# ロブ・フォント
ロブ・フォント（Rob Font、1987年6月25日 - ）は、アメリカ合衆国の男性総合格闘家。マサチューセッツ州レミンスター出身。ニューイングランド・カルテル所属。UFC世界バンタム級ランキング9位。

## 来歴

### 総合格闘技
2011年、プロ総合格闘技デビュー。ローカル団体で11戦10勝の戦績を残し、UFCと契約。

### UFC
2014年6月5日、UFC初参戦となったUFC 175でジョージ・ループと対戦し、右フックで1RKO勝ち。パフォーマンス・オブ・ザ・ナイトを受賞した。
2016年5月14日、UFC 198でバンタム級ランキング12位のジョン・リネカーと対戦し、0-3の判定負け。
2017年7月8日、UFC 213でダグラス・シウバ・ジ・アンドラージと対戦し、ギロチンチョークで2R一本勝ち。パフォーマンス・オブ・ザ・ナイトを受賞した。
2017年10月29日、UFC Fight Night: Brunson vs. Machidaでバンタム級ランキング12位のペドロ・ムニョスと対戦し、ギロチンチョークで1R一本負け。
2018年1月20日、UFC 220でバンタム級ランキング10位のトーマス・アルメイダと対戦し、右ハイキックでぐらつかせ追撃の右アッパー連打で2RTKO勝ち。
2018年7月7日、UFC 226でバンタム級ランキング3位のハファエル・アスンソンと対戦し、0-3の判定負け。
2019年12月7日、約1年ぶりの復帰戦となったUFC on ESPN: Overeem vs. Rozenstruikでリッキー・シモンと対戦し、3-0の判定勝ち。ファイト・オブ・ザ・ナイトを受賞した。
2020年12月19日、約1年ぶりの復帰戦となったUFC Fight Night: Thompson vs. Nealでバンタム級ランキング3位のマルロン・モラエスと対戦。左ジャブでぐらつかせ、直後に右アッパーでダウンを奪いパウンドで1RTKO勝ち。パフォーマンス・オブ・ザ・ナイトを受賞した。
2021年5月22日、UFC Fight Night: Font vs. Garbrandtでバンタム級ランキング4位の元UFC世界バンタム級王者コーディ・ガーブラントと対戦し、スタンドの攻防で優勢に立って3-0の5R判定勝ち。
2021年12月4日、UFC on ESPN: Font vs. Aldoでバンタム級ランキング5位の元UFC世界フェザー級王者ジョゼ・アルドと対戦。手数でアルドを上回ったものの、パンチで2度ダウンを奪われ、グラウンドのポジショニングで劣勢に立たされて0-3の5R判定負け。
2022年4月30日、UFC on ESPN: Font vs. Veraでバンタム級ランキング8位のマルロン・ヴェラと対戦し、0-3の5R判定負け。ファイト・オブ・ザ・ナイトを受賞したが、フォントは前日計量で2.5ポンドの体重超過をしたため、ボーナス獲得の権利を剥奪された。
2023年4月8日、UFC 287でバンタム級ランキング12位のエイドリアン・ヤネスと対戦し、右フックでダウンを奪いパウンドで1RTKO勝ち。パフォーマンス・オブ・ザ・ナイトを受賞した。
2023年8月5日、UFC on ESPN: Sandhagen vs. Fontでバンタム級ランキング4位のコーリー・サンドヘイゲンと140ポンド契約で対戦し、0-3の5R判定負け。
2023年12月2日、UFC on ESPN: Dariush vs. Tsarukyanで元UFC世界フライ級王者デイブソン・フィゲイレードと対戦し、0-3の判定負け。
2024年10月19日、UFC Fight Night: Hernandez vs. Pereiraでバンタム級ランキング12位のカイラー・フィリップスと対戦し、3-0の判定勝ち。

## 戦績
| 総合格闘技 戦績 | 総合格闘技 戦績 | 総合格闘技 戦績 | 総合格闘技 戦績 | 総合格闘技 戦績 | 総合格闘技 戦績 | 総合格闘技 戦績 |
| --------------- | --------------- | --------------- | --------------- | --------------- | --------------- | --------------- |
| 30 試合         | (T)KO           | 一本            | 判定            | その他          | 引き分け        | 無効試合        |
| 22 勝           | 9               | 4               | 9               | 0               | 0               | 0               |
| 8 敗            | 0               | 1               | 7               | 0               | 0               | 0               |

| 勝敗 | 対戦相手                           | 試合結果                           | 大会名                                                | 開催年月日     |
|      | ラウル・ロザス・ジュニア           |                                    | UFC Fight Night: Lopes vs. Silva                      | 2025年9月13日  |
| ○    | ジェアン・マツモト                 | 5分3R終了 判定2-1                  | UFC Fight Night: Cejudo vs. Song                      | 2025年2月22日  |
| ○    | カイラー・フィリップス             | 5分3R終了 判定3-0                  | UFC Fight Night: Hernandez vs. Pereira                | 2024年10月19日 |
| ×    | デイブソン・フィゲイレード         | 5分3R終了 判定0-3                  | UFC on ESPN 52: Dariush vs. Tsarukyan                 | 2023年12月2日  |
| ×    | コーリー・サンドヘイゲン           | 5分5R終了 判定0-3                  | UFC on ESPN 50: Sandhagen vs. Font                    | 2023年8月5日   |
| ○    | エイドリアン・ヤネス               | 1R 2:57 TKO（右フック→パウンド）   | UFC 287: Pereira vs. Adesanya 2                       | 2023年4月8日   |
| ×    | マルロン・ヴェラ                   | 5分5R終了 判定0-3                  | UFC on ESPN 35: Font vs. Vera                         | 2022年4月30日  |
| ×    | ジョゼ・アルド                     | 5分5R終了 判定0-3                  | UFC on ESPN 31: Font vs. Aldo                         | 2021年12月4日  |
| ○    | コーディ・ガーブラント             | 5分5R終了 判定3-0                  | UFC Fight Night: Font vs. Garbrandt                   | 2021年5月22日  |
| ○    | マルロン・モラエス                 | 1R 3:47 TKO（右アッパー→パウンド） | UFC Fight Night: Thompson vs. Neal                    | 2020年12月19日 |
| ○    | リッキー・シモン                   | 5分3R終了 判定3-0                  | UFC on ESPN 7: Overeem vs. Rozenstruik                | 2019年12月7日  |
| ○    | セルジオ・ペティス                 | 5分3R終了 判定3-0                  | UFC on FOX 31: Lee vs. Iaquinta 2                     | 2018年12月15日 |
| ×    | ハファエル・アスンソン             | 5分3R終了 判定0-3                  | UFC 226: Miocic vs. Cormier                           | 2018年7月7日   |
| ○    | トーマス・アルメイダ               | 2R 2:04 TKO（右アッパー→パウンド） | UFC 220: Miocic vs. Ngannou                           | 2018年1月20日  |
| ×    | ペドロ・ムニョス                   | 1R 4:03 ギロチンチョーク           | UFC Fight Night: Brunson vs. Machida                  | 2017年10月28日 |
| ○    | ダグラス・シウバ・ジ・アンドラージ | 2R 4:36 ギロチンチョーク           | UFC 213: Romero vs. Whittaker                         | 2017年7月8日   |
| ○    | マット・シュネル                   | 1R 3:47 KO（右膝蹴り→パウンド）    | The Ultimate Fighter 24 Finale                        | 2016年12月3日  |
| ×    | ジョン・リネカー                   | 5分3R終了 判定0-3                  | UFC 198: Werdum vs. Miocic                            | 2016年5月14日  |
| ○    | ジョーイ・ゴメス                   | 2R 4:13 TKO（スタンドパンチ連打）  | UFC Fight Night: Dillashaw vs. Cruz                   | 2016年1月17日  |
| ○    | ジョージ・ループ                   | 1R 2:19 KO（右フック→パウンド）    | UFC 175: Weidman vs. Machida                          | 2014年7月5日   |
| ○    | トリステン・ジョンソン             | 1R 2:48 KO（パンチ）               | CES MMA 23                                            | 2014年4月25日  |
| ○    | アーサン・アブドゥラー             | 1R 3:48 ダースチョーク             | CES MMA 21                                            | 2014年1月24日  |
| ○    | マット・ディマルカントニオ         | 5分3R終了 判定3-0                  | CES MMA 20 【CESフェザー級タイトルマッチ】            | 2013年12月6日  |
| ○    | クリス・フォスター                 | 1R 4:01 TKO（パウンド）            | CES MMA 18: Gold Rush 【CESフェザー級タイトルマッチ】 | 2013年8月9日   |
| ○    | ルーカス・クルーズ                 | 5分3R終了 判定3-0                  | CES MMA: Path to Destruction                          | 2013年4月12日  |
| ○    | サウル・アルメイダ                 | 5分3R終了 判定3-0                  | CES MMA: Undisputed 2                                 | 2013年2月1日   |
| ○    | ブランドン・フレミング             | 5分3R終了 判定3-0                  | Cage Titans 11                                        | 2012年10月12日 |
| ○    | ライオネル・ヤング                 | 3R 0:58 ギロチンチョーク           | CFX 21                                                | 2012年8月11日  |
| ○    | セイン・スティムソン               | 1R 0:43 KO（パンチ）               | Reality Fighting                                      | 2012年6月2日   |
| ×    | デスモンド・グリーン               | 5分3R終了 判定0-3                  | Premier FC 8                                          | 2012年4月1日   |
| ○    | マット・タシル                     | 1R 2:32 腕ひしぎ十字固め           | Premier FC 7                                          | 2011年12月3日  |

## 獲得タイトル
- CES MMAフェザー級王座（2013年）

## 表彰
- UFCファイト・オブ・ザ・ナイト（2回）
- UFCパフォーマンス・オブ・ザ・ナイト（4回）